# EPrix van Jakarta
De ePrix van Jakarta is een race uit het Formule E-kampioenschap. In 2022 maakte de race haar debuut op de kalender als de negende race van het achtste seizoen. De race wordt gehouden op het Jakarta International ePrix Circuit.

## Geschiedenis
In april 2019 werd het idee van de ePrix van Jakarta voor het eerst besproken. In september van dat jaar werd de race officieel aangekondigd. Deze zou vanaf 2020 vijf jaar op de kalender staan. De eerste race werd echter afgelast vanwege de aanhoudende coronapandemie. In het daaropvolgende seizoen kwam het niet op de kalender voor, maar in 2022 debuteerde de race op de kalender.
Oorspronkelijk zou de ePrix rondom de Monumen Nasional en het Medan Merdeka plaatsvinden. Door logistieke problemen en het ontbreken van de juiste vergunningen kon deze locatie niet gebruikt worden. In december 2021 werd de wijk Ancol in het noorden van Jakarta uitgekozen als locatie voor de race.
De eerste ePrix van Jakarta werd gewonnen door Mitch Evans.

## Resultaten
| Editie | Seizoen   | Circuit | Winnaar                                          | Tweede                                   | Derde                                  | Pole position                          | Snelste ronde                            |
| ------ | --------- | ------- | ------------------------------------------------ | ---------------------------------------- | -------------------------------------- | -------------------------------------- | ---------------------------------------- |
| 1      | 2021-2022 | Jakarta | Mitch Evans Jaguar TCS Racing                    | Jean-Éric Vergne DS Techeetah            | Edoardo Mortara ROKiT Venturi Racing   | Jean-Éric Vergne DS Techeetah          | Mitch Evans Jaguar TCS Racing            |
| 2      | 2022-2023 | Jakarta | Pascal Wehrlein TAG Heuer Porsche Formula E Team | Jake Dennis Avalanche Andretti Formula E | Maximilian Günther Maserati MSG Racing | Maximilian Günther Maserati MSG Racing | Sébastien Buemi Envision Racing          |
| 2      | 2022-2023 | Jakarta | Maximilian Günther Maserati MSG Racing           | Jake Dennis Avalanche Andretti Formula E | Mitch Evans Jaguar TCS Racing          | Maximilian Günther Maserati MSG Racing | Jake Dennis Avalanche Andretti Formula E |
| 3      | 2024-2025 | Jakarta | Dan Ticktum Cupra Kiro                           | Edoardo Mortara Mahindra Racing          | Sébastien Buemi Envision Racing        | Jake Dennis Andretti Formula E         | Norman Nato Nissan Formula E Team        |